# Garypus beauvoisii
Espèce
Synonymes
- Chelifer beauvoisii Audouin, 1826
- Chelifer bravaisii Gervais, 1842
- Garypus litoralis L. Koch, 1873

Garypus beauvoisii est une espèce de pseudoscorpions de la famille des Garypidae.

## Distribution
Cette espèce se rencontre en Égypte, en Libye, en Tunisie, en Algérie, au Portugal, en Espagne, en France, en Italie, à Malte, en Croatie, en Bosnie-Herzégovine, en Grèce, à Chypre et en Israël.

## Description

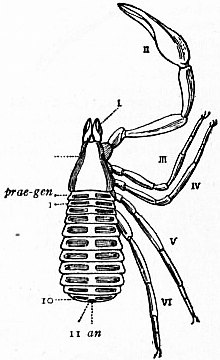
vue dorsal de Garypus beauvoisii

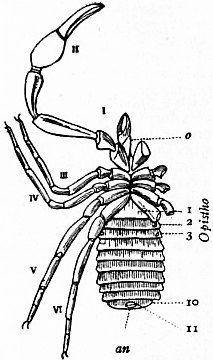
vue ventrale de Garypus beauvoisii

Garypus beauvoisii mesure de 6 à 7 mm.

## Étymologie
Cette espèce est nommée en l'honneur d'Ambroise Marie François Joseph Palisot de Beauvois.

## Publication originale
- Audouin, 1826 : Explication sommaire des planches d'arachnides de l'Égypte et de la Syrie publiées par J. C. Savigny, membre de l'Institut; offrant un exposé des caractères naturels des genres avec la distinction des espèces. in Description de l'Égypte, ou Recueil des observations et des recherches qui ont été faites en Égypte pendant l'expédition de l'armée française. Histoire Naturelle, tome 1, partie 4, p. 99-186.